# وسائل الراحة

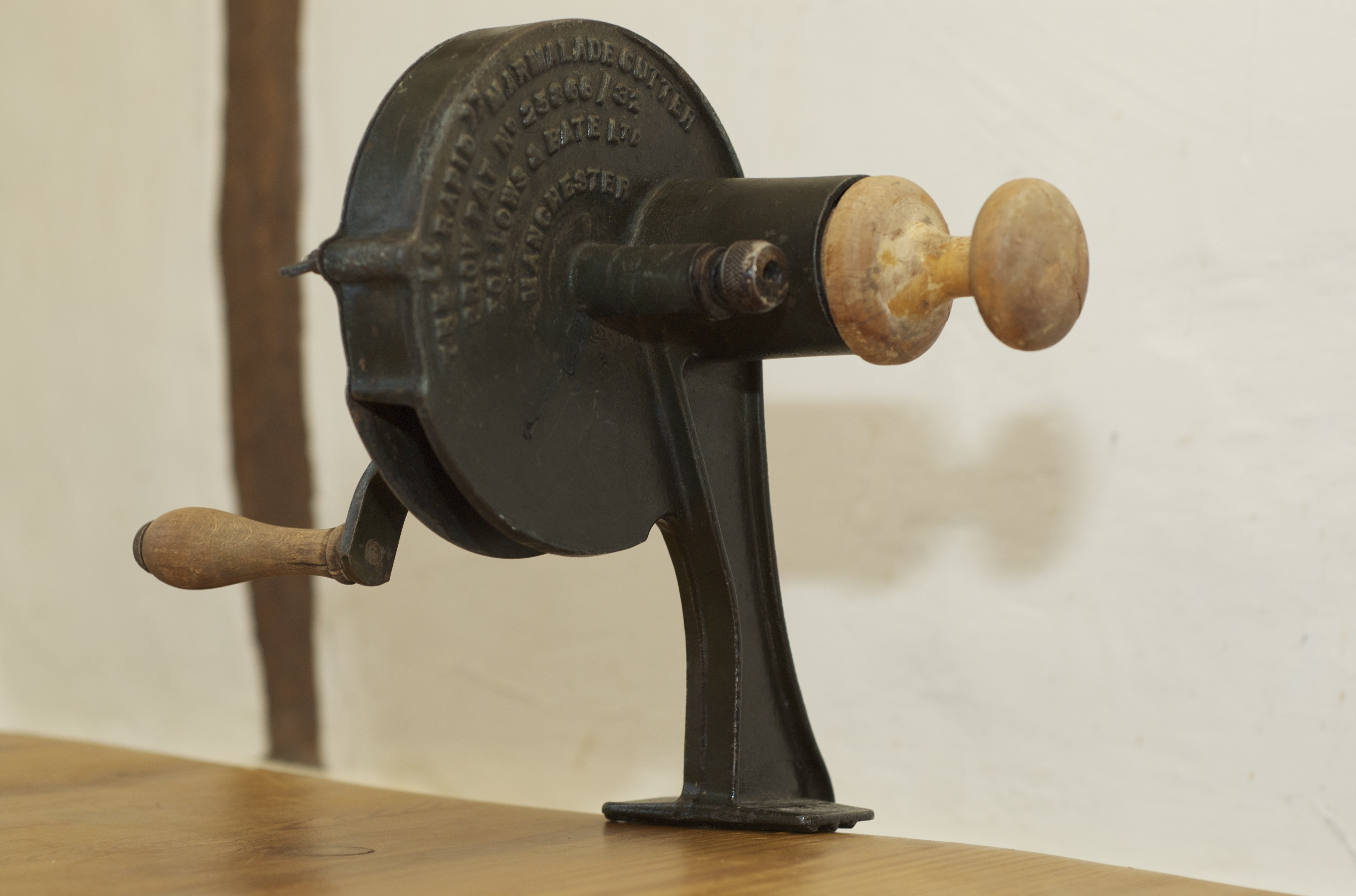

وسائل الراحة هي التي تعمل على زيادة تيسير عملية الحصول على المنتجات والخدمات والمحافظة على الموارد (على سبيل المثال الوقت والجهد والطاقة) وتقليص الإحباط.
وسائل الراحة الحديثة هي أجهزة أو خدمات أو مواد موفرة للعمالة ما يجعل الحصول على الخدمة المنتجة أكثر سهولة من النظم التقليدية. والراحة مفهوم نسبي يعتمد على السياق. على سبيل المثال، كانت السيارات تعتبر من وسائل الراحة أما اليوم فتعتبر جزءًا طبيعيًا من الحياة.
نظرًا لاختلاف أنماط الحياة في كل أنحاء العالم، فإن مصطلح الراحة هو مصطلح نسبي يرتكز على أساليب الراحة المتاحة سابقًا للفرد أو المجموعة. على سبيل المثال من المرجح أن يكون التعريف الأمريكي لوسائل الراحة الحديثة مختلف عنه عند الشخص الذي يعيش في دولة نامية. في معظم الأوقات، يستخدم مصطلح «الراحة الحديثة» للتعبير عن نمط الحياة الشخصية والحياة المنزلية.

## الأمثلة
وسائل الراحة في الخدمة هي تلك التي توفر الوقت أو الجهد للمتسوقين، وتشمل متغيرات مثل توافر خدمة الائتمان وساعات العمل الممتدة بمتجر التسوق. تتعلق راحة الخدمة بتسهيل كل ما يتعلق بالسلع والخدمات، أو كلاهما معًا.
سلع الراحة هي منتجات موزعة على نطاق واسع والتي تتطلب الحد الأدنى من الوقت والجهد البدني والذهني للشراء.
توفر الوجبات الجاهزة والطهي المريح جهد المستهلك في إعداد الوجبات مع توفير مستوى عالٍ من الطاقة والنكهة، وإن كانت غالبًا اصطناعية.
تبيع محطات تعبئة الوقود أشياء لا علاقة لها بتزويد السيارة بالوقود (كالحليب والصحف والسجائر)، والشراء من هناك يوفر وقت المستهلك مقارنة برحلة منفصلة إلى السوبرماركت. وسائل الراحة مثل الإيداع المباشر للشركات والمستهلكين يمكن أن يوفر أموالًا، رغم أن هذا قد يُمرّر أو لا يُمرّر مباشرة للمستهلك.
قد تصبح بعض وسائل الراحة مصدر قلق عندما تنهار أو لا تعمل بشكل صحيح. يتطلب إصلاح وسائل الراحة عند تعطلها وقت وأموال لإصلاح عناصرها، وقد تتسبب في تكبد تكاليف أكبر إذا تعطل شيء آخر يعتمد عليها.

## التاريخ
الحياة المنزلية في عام 1889، عرف المهندس المعماري والمؤلف لويس جيبسون وسائل الراحة الحديثة بأنها «تلك الترتيبات والأجهزة التي تجعل من الممكن للبشر العيش بشكل مريح في منزل أكبر، دون زيادة كبيرة في الاهتمامات التي كانت لديهم في منزل أصغر». والافتراض هو أنه في ذلك الوقت، إذا كانت الأسرة تعيش في منزل صغير، سيكون لديهم القليل من الأثاث والأجهزة وغيرها من السلع الاساسية، ونتيجة لذلك فإن نمط حياة الأسرة والتدبير المنزلي يكون سهلًا نسبيًا. من ناحية أخرى، إذا انتقلت العائلة إلى منزل أكبر فستزيد المساحة والمفروشات وسيصبح من الصعب جدًا تدبير شؤن المنزل دون أجهزة موفرة لليد العاملة.
أمثلة على وسائل الراحة الحديثة في ذلك الوقت يشمل على الآتي:
- أحواض المطبخ مع المياه الجارية الساخنة والباردة مع تصريف مياه الغسيل.
- إضافة الحمامات كغرف منفصلة مع الأحواض والمراحيض، وأيضًا تصريف مياه الصرف الصحي.
- فرن، عرف على أنه موفر جدًا للتكاليف.
- خزائن لغرف النوم، والحمامات، وخزائن الأقمشة، وخزائن المكانس.
- الإضاءة بالغاز، الموقد ومواقد النار، حيث كان الغاز متاحًا.
- صندوق الثلج أو الثلاجات.

### القرن العشرين
منازل القرن العشرين أكبر بكثير من منازل أفراد عائلتنا في القرن التاسع عشر، سواء من حيث التقسيمات المربعة أو عدد الغرف. تحتوي المنازل التي بُنيت في بداية القرن الحادي والعشرين على غرف أكثر من مرتين إلى ثلاث مرات من المنازل في مطلع القرن العشرين. وفيما يتعلق بالتقسيمات المربعة، فإن المنازل الجديدة التي بنيت في عام 2000 أكبر بنسبة 50% من المساكن التي بنيت في الستينيات.
تمتع القرن العشرون بكثرة الأجهزة المنزلية مثل غسالات الملابس والمجففات وغسالات الصحون وأفران الميكروويف والثلاجات الخالية من الصقيع وسخانات المياه ومكيفات الهواء والمكانس الكهربائية ومكواة الملابس. بالإضافة إلى الكهرباء والمنتجات الإلكترونية المبتكرة بما في ذلك أجهزة المسجلات الصوتية والتلفزيون الملون وجهاز الرد على المكالمات وأجهزة عرض وتسجيل الأفلام، مما سهل الحياة العصرية.

### القرن الواحد والعشرين

#### مقارنة بين وسائل الراحة الحديثة في المباني السكنية الجديدة
في كتابه الصادر عام 2011 بعنوان «قنبلة الإفلاس الأمريكية الموقوتة» يوضح بيتر فيرارا: كيف أن أزمة الديون تلوح في الأفق وتهدد الحلم الأمريكي وكيف يمكننا تحويل المد قبل فوات الأوان، ويقول بيتر فيرارا إن إمكانية الوصول إلى وسائل الراحة الحديثة يختلف بشكل ملحوظ في القرن الواحد والعشرين مقارنة ببداية القرن العشرين
| 2011    | 1950      | 1900      | وسائل الراحة الحديثة                                                          |
| لم يذكر | لم يذكر   | 2%        | الكهرباء                                                                      |
| 80-100% | غير معروف | 20%       | المياه الجارية مياه الصرف للمراحيض المكنسة الكهربية الغاز أو التدفئة الكهربية |
| 80-100% | 20%       | لا يوجد   | غسالة الاطباق المسخن الحراري الفرن مكيف الهواء                                |
| سائدة   | نادرة جدا | نادرة جدا | مكيف الهواء المركزي الطوابق والباحات حمامات السباحة مراوح السقف               |

التطورات التكنولوجية القادمة ديفيد كيرباتريك، مؤلف «تأثير الفيسبوك» (2010)، كتب في مقال يسمى «الأهداف التقنية للعالم الثالث» أن التطورات التكنولوجية العالم الثالث والتي تشمل على التطورات التكنولوجية في مجال التعليم والرعاية الصحية، والحواسب الاّلية المتنقلة وهذه التوسعات ستمكن الفقراء وتوفر لهم الفرص الاقتصادية التي لا يمكنهم الوصول إليها بخلاف ذلك. وهذه التقنيات سهلة نسبيًا وفعالة من حيث التكلفة لتنفيذها بسبب التطورات التكنولوجية التي دفعت إلى خفض التكاليف ولأن البلدان النامية ليس لديها أنظمة قديمة باهظة الثمن وقديمة لإدارة التكنولوجيا الناشئة.

## الجماعات الدينية
الجماعات الدينية التي تتجنب وسائل الراحة الحديثة تشمل «الأنابابتست» (وذريتهم المباشرة، الأميش، الهوتيريون، والمينونايت) واليهود.

### الأنابابتست
المعتقدات الرئيسية التي تحدد موقف «الأنابابتستس» في استخدام وسائل الراحة الحديثة هي:
- الاعتقاد بأنه من أجل دخول ملكوت الله، يجب أن يعيشوا بعيدًا عن «العالم»، أو ما ينتج عنه.
- تجنب «السلوكيات "الدنيوية» التي تجذب انتباههم ونواياهم بعيدًا عن مجتمعهم الديني.

| الديانة                                                | الموقف العام | الكهرباء | تعليقات على وسائل الراحة الحديثة |
| الأميش                                                 | عمومًا، فإن الأميش يتجنبون استخدام وسائل الراحة الحديثة للحد من اتصالهم مع العالم الخارجي، وفي السنوات الأخيرة كان هناك انفتاح أكبر لاختيار بعض وسائل الراحة الحديثة بشكل استراتيجي، مع الحفاظ على روح الانفصال. يقول كل من دونالد كرايبل وستيفن نولت: «إذا كانت التكنولوجيا الجديدة تعزز راحة المجتمع، فإنها موضع ترحيب. فقط عندما تزيل التماسك المجتمعي تواجه التكنولوجيا عبوس الكنيسة». | عمومًا يتجنب الأميش خطوط الكهرباء القادمة مباشرة في منازلهم، ولكنهم قد يستخدمون البطارية أو المولدات أو الطاقة الهوائية أو الهيدروليكية، مثل الآلات والأدوات.                                                         | في معظم الحالات، لا يملك الأميش سيارات أو خطوط هواتف أرضية في منازلهم أو قيادة معدات زراعية، وكلها تزيد من الاتصال بالعالم الخارجي أو تكون لها مزايا كبيرة من القدرات الدنيوية. هناك استثناءات، مثل استخدام البريد الصوتي والهواتف النقالة للأشخاص الذين يملكون أعمالًا تجارية أو الذين في نظام التدريجي، مع التوجيهات المقدمة من كنيستهم. |
| المينونايت                                             | هناك تباين كبير بين المينونايت، المحدثين والقدماء الأكثر صرامة حول استخدام وسائل الراحة الحديثة. على سبيل المثال، بعض المينونايت المحدثين يعيشون في المدن ويتمتعون بالعديد من وسائل الراحة الحديثة عن جيرانهم غير المينونايت. يحدد كل مجتمع من المينونايت طريقه الصحيح، ولكن دائمًا مع المثل الأعلى للحياة «بكل بساطة وتواضع».                                                             | راجع التعليق العام ومعلومات الترتيب القديم. | راجع التعليق العام ومعلومات الترتيب القديم. |
| النظام القديم الأنابابتست: هوتيريتس، مينونويتس، الأميش | على الرغم من أن هناك بعض وسائل الراحة الحديثة التي يتمتع بها أعضاء النظام القديم، لكنهم الأكثر ممانعة لقبول استخدام التكنولوجيا، وبالأخص الاستخدام المباشر. بالنسبة للكثيرين منهم هو المنحدر الزلق الذي يؤدي إلى اللعنة الأبدية. | لا يشجع عمومًا استخدام الخدمات الهاتفية وخطوط الكهرباء التي تُجلب إلى المنزل، تتخذ القرارات من قبل الطوائف الدينية المنفردة. مثل الأميش، فهم يستكشفون الاستخدام الإبداعي للطاقة، مثل البطاريات والمولدات، وما إلى ذلك. | من الصعب تقديم استنتاج واحد لأربع ديانات قديمة: كل طائفة دينية تحدد استخدام وسائل الراحة الحديثة على أساس ظروفها الخاصة. |